# نيك فيلدمان
نيك فيلدمان (بالإنجليزية: Nick Feldman)‏ هو موسيقي بريطاني، ولد في 1 مايو 1955.

## وصلات خارجية
- نيك فيلدمان على موقع IMDb (الإنجليزية)
- نيك فيلدمان على موقع ميوزك برينز (الإنجليزية)
- نيك فيلدمان على موقع ديسكوغز (الإنجليزية)
- نيك فيلدمان على موقع قاعدة بيانات الفيلم (الإنجليزية)